# Antoine Legrain
Antoine Legrain (3 maart 1994) is een Belgisch hockeyer.

## Levensloop
Legrain was actief bij KHC Dragons en Royal Daring HC alvorens hij in 2015 aansloot bij Royal Pingouin. In 2018 keerde hij terug naar Daring.
Daarnaast was hij actief bij het Belgisch zaalhockeyteam. Met de Indoor Red Lions nam hij onder meer deel aan het Europese kampioenschap van 2020.